# Guillermo Jiménez Leal
Guillermo Jiménez Leal (18 de mayo de 1947) es un cantor, músico y poeta venezolano. Nació en Libertad, estado de Barinas, Venezuela. Es conocido por su estilo particular de música de los Llanos.

## Biografía
Su infancia y adolescencia transcurrió  en Obispos. Desde temprana edad manifestó interés en la música y la poesía. Su primer poema, escrito a los 12 años, fue publicado en el periódico escolar “Caipe”, en Obispos. En el liceo “O’ Leary”, fundó junto con otros estudiantes el periódico “Luz y Ciencias”, así como también el grupo musical “O’ Leary”.
A partir de 1965 llevó a cabo actividades religiosas, convirtiéndose en presidente fundador de la Juventud Católica Diocesana de Barinas. En Mérida presidió la Juventud Estudiantil Católica Arquidiocesana.
Realizó estudios de Sociología y Teología en la Universidad Católica “Andrés Bello” de Caracas. Los primeros fueron concluidos en París, donde estudió también Musicología y estudió Artes, Letras y Filosofía, haciendo hincapié en las áreas de la música, etnomusicología, lingüística y filosofía oriental.
Como parte de su carrera musical la ha realizado en Francia, lo que ha influido y forjado su estilo, modelando su tono por lo general seco y de tempo rápido propio de la música de Los Llanos, mediante la inmersión en la escena musical de París junto con otros músicos europeos y latinoamericanos, y adaptando musicales tradicionales venezolanos para una audiencia más amplia.
Amplia es su obra musical, con canciones como Canto a Barinas y La culpa la tiene el Llano. En la primera, con un ritmo muy alegre, se puede apreciar el acompañamiento con arpa y bandola simultáneamente, en la introducción a la segunda parte y al final de la pieza.